# Sholom Dovber Schneersohn
Pour les articles homonymes, voir Schneersohn.
Sholom Dovber Schneersohn (en hébreu : שלום דובער שניאורסאהן), né le 24 octobre 1860 à Lioubavitchi dans le gouvernement de Moguilev, mort le 21 mars 1920, est un rabbin orthodoxe et le cinquième Rebbe (guide spirituel) du mouvement hassidique Habad-Loubavitch. Il est aussi connu comme étant le « Rebbe nishmosei eiden » (celui dont l’âme est dans l'Eden). Il était un fervent opposant au sionisme, à la fois dans ses versions laïques et religieuses, et un fidèle allié de Rabbi Haïm de Brisk.
Devant l’avancée de l’armée impériale allemande il doit quitter Lioubavitchi en 1915 et s’installe à Rostov-sur-le-Don où il meurt cinq ans plus tard. Sa tombe à Rostov-sur-le-Don est aujourd'hui un lieu de pèlerinage. 